# جون شاني (سياسي)
جون شاني هو ضابط وقاضي وسياسي أمريكي، ولد في 12 يناير 1790 في مقاطعة واشنطن في الولايات المتحدة، وتوفي في 10 أبريل 1881 في كانال ونشستر في الولايات المتحدة. نشط حزبياً في الحزب الديمقراطي. وقد انتخب عضو مجلس النواب الأمريكي ‏.